# Giuseppe Calì

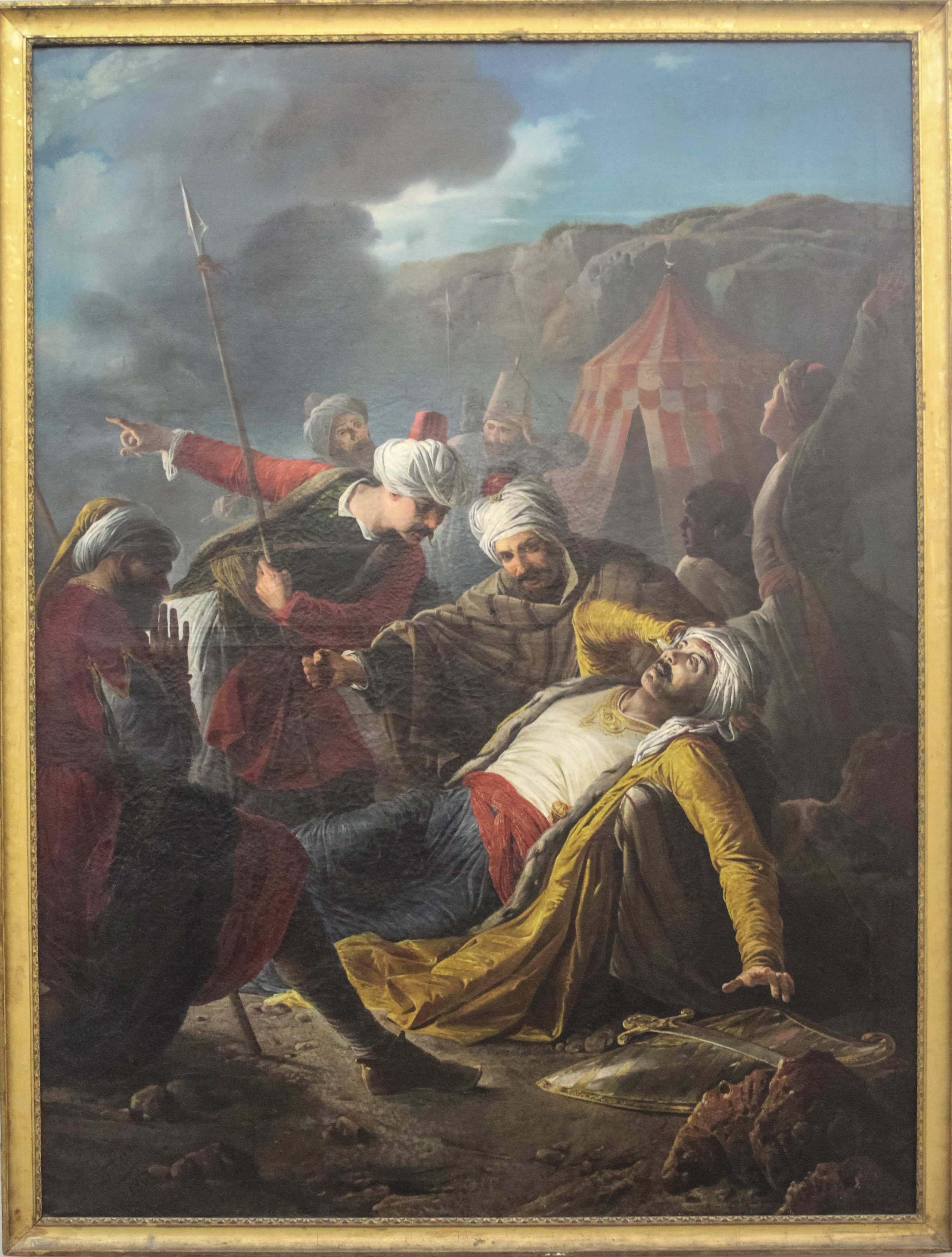
Śmierć Turguta

Giuseppe Calì (ur. 14 sierpnia 1846 w Valletcie, zm. 1 marca 1930 tamże) – maltański malarz. Specjalizował się w malarstwie religijnym.

## Życie
Giuseppe Calì urodził się 14 sierpnia 1846 w Valletcie na Malcie. Jego rodzicami byli Raffaele Calì, scenograf w Royal Theatre, i Giovanna née Padiglione, mezzosopran operowy. Oboje pochodzili z Neapolu; przenieśli się na Maltę w 1840, w okresie poprzedzającym Italian Risorgimento.

W 1863 młody 17-letni Giuseppe został, głównie dzięki hojności kupca-gentlemana Williama Stephena Eynauda, wysłany na studia do Accademia di Belle Arti w Neapolu, gdzie studiował pod kierunkiem Giuseppe Mancinelliego. W Neapolu zaprzyjaźnił się z Domenico Morellim (1823–1901), uznanym przedstawicielem naturalizmu, a także zapoznał się z romantyzmem. Wpływy obu kierunków są widoczne we wczesnej fazie jego twórczości artystycznej – zwłaszcza w jego pierwszym dużym dziele Śmierć Draguta (1867), wykonanym po powrocie z Akademii, następnie zakupionym przez rząd i umieszczonym na stałej ekspozycji w zbrojowni pałacu wielkiego mistrza w Valletcie, dziś w MUŻA w Valletcie.
W 1867 został wezwany na Maltę przez swoich przerażonych rodziców, którym przekazano wiadomość, że ich syn planuje dołączyć do garibaldczyków w ich ostatniej próbie obalenia państwa papieskiego, wciąż mocnego w Rzymie i jego okolicach. W 1871, po powrocie na Maltę Giuseppe poślubił Perennię Pace z Isla (Senglea). Jedno z jego dziesięciorga dzieci, syn Ramiro Calì został również uznanym malarzem. Talent malarski przekazany został dalszym pokoleniom – praprawnuczka Giuseppe – Philippa Bianchi z sukcesem portretuje sławne osobistości.
Giuseppe Calì pracował niemal do końca swojego życia. Zmarł w Valletcie 1 marca 1930 w słusznym wieku 83 lat.

## Twórczość
Giuseppe Calì był bardzo płodnym artystą, prawie każdy znaczący kościół na Malcie szczyci się jego dziełem. Pracował bardzo szybko, według jednego z jego wnuków nazywano go „ix-xitan tal-pinzell” („diabeł pędzla”). Jego wydajność była ogromna, w ciągu życia wykonał ponad sześćset różnych kompozycji (według niektórych źródeł – około dwa tysiące) składających się z imponującej różnorodności obrazów, rysunków, bozzetti, portretów i dekoracji sklepień kościelnych, a także pewnej liczby rzeźb i litografii. Niestety wiele z nich przepadło podczas II wojny światowej, jak np. Ukrzyżowanie w kościele Stella Maris w Sliemie.
Wpływ romantyzmu, z którym artysta zapoznał się w Neapolu, jest widoczny na większości jego wczesnych dzieł, jak np. na obrazie ołtarza kościoła parafialnego w Moście Matka Boża Różańcowa (1870), będącym jego pierwszą pracą dla kościołów po powrocie z Włoch, a także Święty Wawrzyniec (1881) oraz Święty Hieronim (1882) w kościele Sacro Cuor w Sliemie. Ten ostatni jest powszechnie uznawany za arcydzieło tego gatunku. Styl ten jest także widoczny w pracach z 1885: Święty Józef z Dzieciątkiem dla kościoła parafialnego św. Kajetana w Ħamrun oraz Męczeństwo św. Demetriusza dla kościoła parafialnego Maria Bambina w Isli.

Calì wykonał również kilka dzieł we współpracy z artystą Carlo Ignazio Cortisem, w tym dla kościoła parafialnego św. Wawrzyńca w Birgu i kościoła Zbawiciela w Lii.
Pod koniec XIX wieku pracował też nad kilkoma mniej eksponowanymi obrazami, jak ten dla kościoła Zwiastowania w Tarxien, czy Święty Dominik dla kościoła parafialnego Porto Salvo w Valletcie, w którym został ochrzczony.
Calì przyjął wiele prywatnych zleceń na dekoracje domów, m.in. wykonał serię czterech putti, zatytułowaną Cztery pory roku w holu wejściowym willi Alhambra w Sliemie, własności architekta Emanuele Luigiego Galizii; wywarł też duży wpływ na maltańskie społeczeństwo, namalował około pięćdziesięciu portretów znanych ludzi na Malcie. Wliczyć w to należy portrety kard. Lavigerie (1884), kard. Logue (1886), a także gubernatora Richarda More O’Ferralla, markiza Emanuele Scicluny, Giovanniego Battisty Schembriego, Achille Camilleriego, Edwarda V. Ferro, sir Victora Houltona, sędziego sir Adriano Dingliego, rektora uniwersytetu Napoleone Tagliaferro, papieża Piusa IX, sędziego Paolo Debono, hrabiego i hrabiny Messina oraz lorda i lady Strickland.

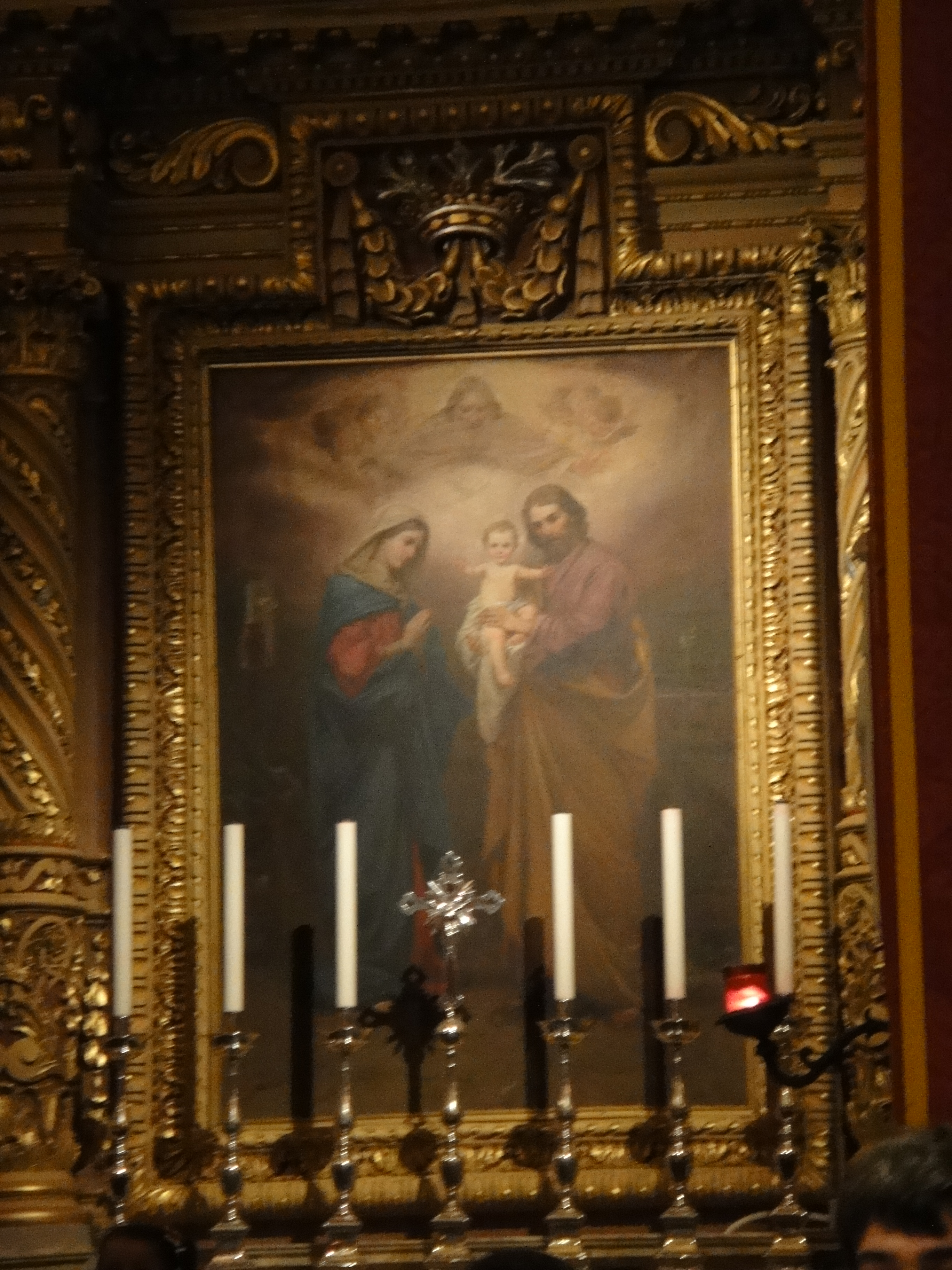
Holy Family w bazylice św. Jerzego na Gozo

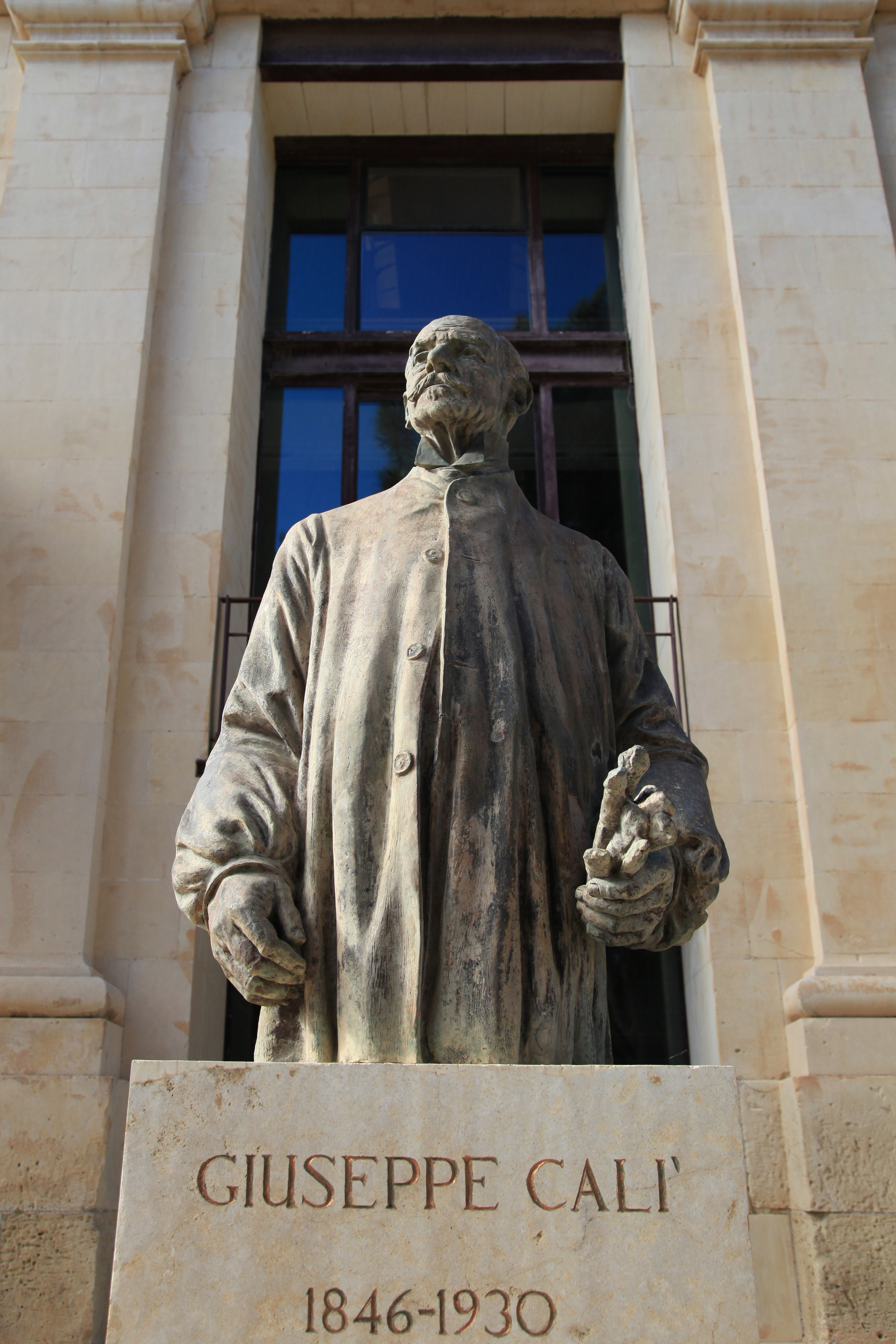
Pomnik Giuseppe Calì w Upper Barrakka Gardens w Valletcie

### Inne znamienitsze prace
- The Our Lady of Mount Camel – kościół parafialny, Ħamrun (1879)
- The Our Lady of Doctrine – oratorium kościoła parafialnego, Żurrieq (1879)
- St Andrew – stary kościół parafialny, Għajnsielem, Gozo (1882)
- The death of St Augustine – kościół parafialny, Mosta (1883)
- David, Ezekiel, Moses and Isaiah – kopuła kościoła parafialnego, Cospicua (1884)
- The glory of St Lawrence – kościół parafialny, San Lawrence, Gozo (ok. 1889)
- The Adoration of the Magii – kościół parafialny, Tarxien (1895)
- Christ Surrounded by Children – kościół parafialny, Lija (1897)
- Holy Family – bazylika św. Jerzego, Victoria, Gozo (1899)
- Christ the Samaritan – kościół parafialny, Cospicua (1900)
- St Francis de Paola – kościół parafialny, Tarxien (1900)
- The Good Shepherd – kaplica anglikańska w Binghi, Kalkara (1911)[2]
- Nativity of Jesus Christ – kościół parafialny, Luqa
- Saint Dominic i Saint Michael – kościół parafialny, Luqa
- Sacred Heart of Jesus – kościół parafialny, Luqa (zniszczone podczas wojny)
- Saint Paul and Saint Catherine V.M. – kościół parafialny, Luqa
- Apotheosis of St. Francis – kościół św. Franciszka, Valletta
- The Sacred Heart of Jesus – kościół parafialny, Fontana, Gozo
- The Assumption of Mary – kościół parafialny, Qrendi
- Nawa główna, kaplica św. Józefa – bazylika św. Heleny, Birkirkara[5]

## Upamiętnienie
W 150-tą rocznicę urodzin Giuseppe Calì, w 1996 w Upper Barrakka Gardens w Valletcie odsłonięty został brązowy pomnik artysty, wykonany przez Ćensu Apapa, zaś poczta Malty emitowała serię czterech znaczków pocztowych. W 2004 Bank Centralny Malty wydał srebrną monetę z podobizną malarza.